# Фуркад, Симон
Симо́н Фурка́д (фр. Simon Fourcade; род. 25 апреля 1984, Перпиньян) — французский биатлонист, чемпион мира 2009 года в смешанной эстафете, трёхкратный призёр чемпионатов мира в мужской эстафете, обладатель малого хрустального глобуса в зачёте индивидуальных гонок в сезоне 2011/12, трёхкратный чемпион мира по летнему биатлону.
За карьеру 12 раз попадал в 6-ку лучших в личных гонках на чемпионатах мира, но сумел завоевать только одну медаль — серебро в индивидуальной гонке в 2012 году.
23 марта 2019 года объявил о завершении спортивной карьеры.
Старший брат французского биатлониста Мартена Фуркада.
В настоящее время - тренер сборной Франции по биатлону, а также имеет свой бизнес, является владельцем и управляющим интернет-магазина по продаже лыжной экипировки.

## Спортивная карьера
Биатлоном занимается с 1998 года, до этого занимался дзюдо, сноубордом и хоккеем. Во времена юниорских соревнований, с 2002 по 2005 год, четырежды становился чемпионом мира, а также завоевал 4 серебряные медали, в том числе, одну в составе эстафеты.
Симон Фуркад впервые принял участие в розыгрыше Кубка мира в сезоне 2003/04 на этапе в Осло, завершив гонку на 54-м месте. В следующей гонке преследования сумел подняться на 27-е место.
Стабильно выступая в составе сборной Франции, он смог квалифицироваться для участия в Олимпиаде в Турине в 2006 году, где стартовал всего в одной индивидуальной гонке, заняв 31-е место, допустив три промаха.
В сезоне 2006/07 трижды попал в десятку сильнейших (все три раза в рамках чемпионата мира в Антерсельве). На следующем после чемпионата этапе в Лахти Фуркад стал вторым в индивидуальной гонке, отстав от соотечественника Рафаэля Пуаре на 17,9 секунды.
В сезоне 2007/08 Фуркад дважды становился 4-м, в том числе, в индивидуальной гонке на чемпионате мира в Эстерсунде. По итогам сезона по показателю точности стрельбы (85 %) вошёл в десятку лучших среди мужчин.

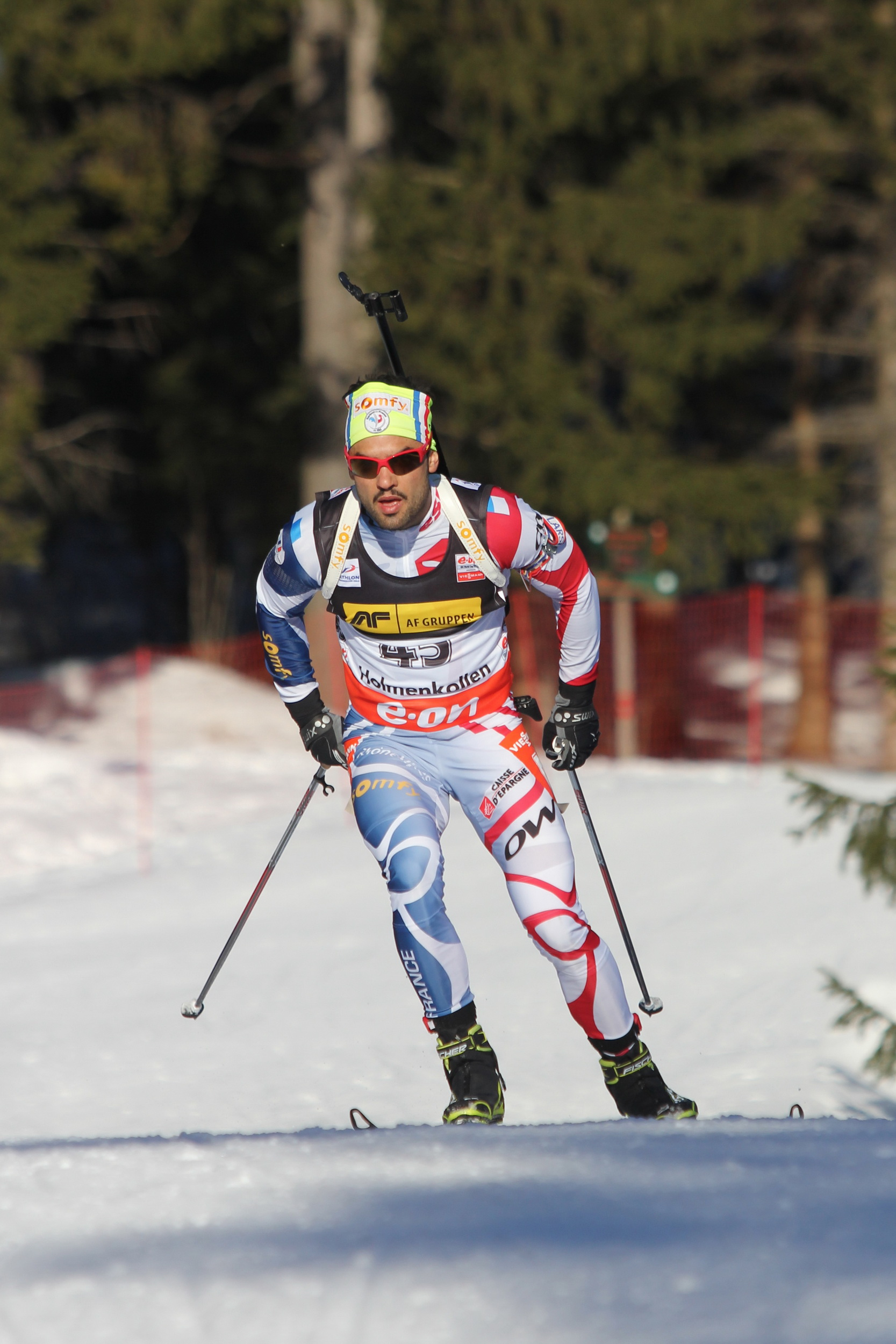
Симон в феврале 2013 года в Осло

На чемпионате мира 2009 года в корейском Пхёнчхане в составе французской смешанной эстафеты (вместе с Мари-Лор Брюне, Сильви Бекар и Венсаном Дефраном) Симон Фуркад  первый и единственный раз стал чемпионом мира.
В 2010 году после гонки преследования в Антхольце, в которой он стал восьмым, вышел в лидеры общего зачёта Кубка мира 2009/2010.
Сезон 2010/11 стал сложным для Симона. Преодолевая последствия перенесённой травмы, он не смог в полной мере раскрыть свой талант. Лучшим результатом в этом году для Фуркада стало четвёртое место в индивидуальной гонке в Рупольдинге.
Симон смог вернуться на вершину в сезоне 2011/12. На третьем этапе Кубка мира в Хохфильцене он стал 6-м в спринте, а два дня спустя поднялся на свой четвёртый в карьере подиум, финишировав третьим в пасьюте. На первом после рождественского перерыва этапе в Оберхофе Симон снова поднялся на подиум в спринте, закончив гонку вторым за немцем Арндом Пайффером. А затем вновь взял серебро в масс-старте на следующий день. Это позволило ему вернуться в десятку сильнейших в общем зачёте Кубка мира. В Нове-Место Симон вновь завоевал серебро в спринте, обойдя своего брата Мартена. Эта гонка ознаменовалась ещё и тем, что стала первой в истории биатлона, когда два брата вместе поднялись на личный подиум. Несмотря на неудачные выступления в первых гонках чемпионата мира в Рупольдинге, Симон смог показать хороший результат в индивидуальной гонке, где финишировал вторым за словенцем Яковом Факом, завоевав свою первую и единственную личную награду чемпионатов мира. Это выступление также позволило ему взять малый хрустальный глобус по зачёту индивидуальных гонок. По итогам сезона 2011/12 Симон Фуркад стал пятым в общем зачёте Кубка мира, что является его лучшим результатом за карьеру.

Последнюю гонку Симон провёл 22 марта 2019 года (по завершении сезона 2018/2019) в спринте в Хольменколлене, где занял 65-ю позицию.

## Результаты на крупнейших соревнованиях

### Зимние Олимпийские игры
| Год  | Место проведения | Инд | Спр | Пр | МС  | Эст | СмЭ |
| ---- | ---------------- | --- | --- | -- | --- | --- | --- |
| 2006 | Турин            | 31  | —   | —  | —   | —   | N/A |
| 2010 | Ванкувер         | 40  | 71  | —  | 14  | 6   | N/A |
| 2014 | Сочи             | 13  | 36  | 18 | DNF | —   | —   |

### Чемпионаты мира
| Год/Место проведения | Спринт                                             | Преследование                                      | Индивидуальная                                     | Масс-старт                                         | Эстафета                                           | Смешанная эстафета | Сингл-микст |
| -------------------- | -------------------------------------------------- | -------------------------------------------------- | -------------------------------------------------- | -------------------------------------------------- | -------------------------------------------------- | ------------------ | ----------- |
| Поклюка 2006         | гонки не проводились в связи с Олимпийскими играми | гонки не проводились в связи с Олимпийскими играми | гонки не проводились в связи с Олимпийскими играми | гонки не проводились в связи с Олимпийскими играми | гонки не проводились в связи с Олимпийскими играми | 11                 | N/A         |
| Антерсельва 2007     | 37                                                 | 25                                                 | 8                                                  | 8                                                  | 10                                                 | —                  | N/A         |
| Эстерсунд 2008       | 20                                                 | 6                                                  | 4                                                  | 27                                                 | 5                                                  | —                  | N/A         |
| Пхёнчхан 2009        | 6                                                  | 10                                                 | 4                                                  | 9                                                  | 4                                                  | Золото             | N/A         |
| Ханты-Мансийск 2010  | гонки не проводились в связи с Олимпийскими играми | гонки не проводились в связи с Олимпийскими играми | гонки не проводились в связи с Олимпийскими играми | гонки не проводились в связи с Олимпийскими играми | гонки не проводились в связи с Олимпийскими играми | 5                  | N/A         |
| Ханты-Мансийск 2011  | 13                                                 | 6                                                  | 39                                                 | 15                                                 | 12                                                 | —                  | N/A         |
| Рупольдинг 2012      | 5                                                  | 6                                                  | Серебро                                            | 5                                                  | Серебро                                            | 11                 | N/A         |
| Нове-Место 2013      | 34                                                 | 23                                                 | 6                                                  | 9                                                  | Серебро                                            | —                  | N/A         |
| Контиолахти 2015     | 4                                                  | 10                                                 | 4                                                  | 9                                                  | Бронза                                             | —                  | N/A         |
| Холменколлен 2016    | 53                                                 | 40                                                 | 10                                                 | —                                                  | 9                                                  | —                  | N/A         |
| Хохфильцен 2017      | 85                                                 | —                                                  | —                                                  | —                                                  | —                                                  | —                  | N/A         |
| Эстерсунд 2019       | —                                                  | —                                                  | 19                                                 | —                                                  | —                                                  | —                  | —           |

### Кубок мира
- 2003—2004 — 79-е место (4 очка)
- 2004—2005 — очков не набирал
- 2005—2006 — 49-е место (73 очка)
- 2006—2007 — 23-е место (273 очка)
- 2007—2008 — 17-е место (350 очков)
- 2008—2009 — 15-е место (536 очков)
- 2009—2010 — 7-е место (655 очков)
- 2010—2011 — 30-е место (292 очка)
- 2011—2012 — 5-е место (716 очков)
- 2012—2013 — 27-е место (363 очка)
- 2013—2014 — 38-е место (197 очков)
- 2014—2015 — 11-е место (588 очков)
- 2015—2016 — 27-е место (358 очков)
- 2016—2017 — 38-е место (200 очков)
- 2017—2018 — 42-е место (126 очков)
- 2018—2019 — 37-е место (169 очков)

| 2018/2019 Итоги | 2018/2019 Итоги | Поклюка | Поклюка | Поклюка | Поклюка | Поклюка | Хохфильцен | Хохфильцен | Хохфильцен | Нове-Место | Нове-Место | Нове-Место | Оберхоф | Оберхоф | Оберхоф | Рупольдинг | Рупольдинг | Рупольдинг | Антхольц | Антхольц | Антхольц | Кэнмор | Кэнмор | Кэнмор | Солт-Лейк Сити | Солт-Лейк Сити | Солт-Лейк Сити | Солт-Лейк Сити | ЧМ Эстерсунд | ЧМ Эстерсунд | ЧМ Эстерсунд | ЧМ Эстерсунд | ЧМ Эстерсунд | ЧМ Эстерсунд | ЧМ Эстерсунд | Хольменколлен | Хольменколлен | Хольменколлен |
| Очков           | Место           | ОСЭ     | См      | Инд     | Спр     | Пр      | Спр        | Пр         | Эст        | Спр        | Пр         | МС         | Спр     | Пр      | Эст     | Спр        | Эст        | МС         | Спр      | Пр       | МС       | Инд    | Эст    | Спр    | Спр            | Пр             | ОСЭ            | См             | См           | Спр          | Пр           | Инд          | ОСЭ          | Эст          | МС           | Спр           | Пр            | МС            |
| 169             | 37              | —       | —       | —       | —       | —       | —          | —          | —          | —          | —          | —          | 46      | 16      | —       | 24         | —          | —          | 33       | 24       | —        | 7      | 2      | —      | 23             | 15             | —              | —              | —            | —            | —            | 19           | —            | —            | —            | 65            | —             | —             |

| 2017/2018 Итоги | 2017/2018 Итоги | Эстерсунд | Эстерсунд | Эстерсунд | Эстерсунд | Эстерсунд | Хохфильцен | Хохфильцен | Хохфильцен | Анси | Анси | Анси | Оберхоф | Оберхоф | Оберхоф | Рупольдинг | Рупольдинг | Рупольдинг | Антхольц | Антхольц | Антхольц | ОИ Пхёнчхан | ОИ Пхёнчхан | ОИ Пхёнчхан | ОИ Пхёнчхан | ОИ Пхёнчхан | ОИ Пхёнчхан | Контиолахти | Контиолахти | Контиолахти | Контиолахти | Хольменколлен | Хольменколлен | Хольменколлен | Тюмень | Тюмень | Тюмень |
| Очков           | Место           | Сусм      | См        | Инд       | Спр       | Пр        | Спр        | Пр         | Эст        | Спр  | Пр   | МС   | Спр     | Пр      | Эст     | Инд        | Эст        | МС         | Спр      | Пр       | МС       | Спр         | Пр          | Инд         | МС          | СМ          | Эст         | Спр         | Сусм        | См          | МС          | Спр           | Пр            | Эст           | Спр    | Пр     | МС     |
| 126             | 42              | —         | —         | 27        | 15        | 9         | 72         | —          | —          | 65   | —    | —    | —       | —       | —       | 50         | —          | —          | 24       | 25       | 20       | —           | —           | —           | —           | —           | —           | 43          | —           | —           | —           | —             | —             | —             | —      | —      | —      |

| 2016/2017 Итоги | 2016/2017 Итоги | Эстерсунд | Эстерсунд | Эстерсунд | Эстерсунд | Эстерсунд | Поклюка | Поклюка | Поклюка | Нове-Место | Нове-Место | Нове-Место | Оберхоф | Оберхоф | Оберхоф | Рупольдинг | Рупольдинг | Рупольдинг | Антхольц | Антхольц | Антхольц | ЧМ Хохфильцен | ЧМ Хохфильцен | ЧМ Хохфильцен | ЧМ Хохфильцен | ЧМ Хохфильцен | ЧМ Хохфильцен | Пхёнчан | Пхёнчан | Пхёнчан | Контиолахти | Контиолахти | Контиолахти | Контиолахти | Хольменколлен | Хольменколлен | Хольменколлен |
| Очков           | Место           | Сусм      | См        | Инд       | Спр       | Пр        | Спр     | Пр      | Эст     | Спр        | Пр         | МС         | Спр     | Пр      | МС      | Эст        | Спр        | Пр         | Инд      | Эст      | МС       | См            | Спр           | Пр            | Инд           | Эст           | МС            | Спр     | Пр      | Эст     | Спр         | Пр          | См          | Сусм        | Спр           | Пр            | МС            |
| 200             | 38              | —         | —         | 13        | =10       | 6         | 29      | 56      | —       | 65         | —          | —          | —       | —       | —       | 9          | 46         | 16         | 26       | 7        | —        | —             | 85            | —             | —             | —             | —             | =21     | 16      | 1       | 86          | —           | —           | —           | 47            | 35            | —             |

| 2015/2016 Итоги | 2015/2016 Итоги | Эстерсунд | Эстерсунд | Эстерсунд | Эстерсунд | Эстерсунд | Хохфильцен | Хохфильцен | Хохфильцен | Поклюка | Поклюка | Поклюка | Рупольдинг | Рупольдинг | Рупольдинг | Рупольдинг | Рупольдинг | Рупольдинг | Антхольц | Антхольц | Антхольц | Канмор | Канмор | Канмор | Канмор | Преск-Айл | Преск-Айл | Преск-Айл | ЧМ Хольменколлен | ЧМ Хольменколлен | ЧМ Хольменколлен | ЧМ Хольменколлен | ЧМ Хольменколлен | ЧМ Хольменколлен | Ханты-Мансийск | Ханты-Мансийск | Ханты-Мансийск |
| Очков           | Место           | Сусм      | См        | Инд       | Спр       | Пр        | Спр        | Пр         | Эст        | Спр     | Пр      | МС      | Спр        | Пр         | МС         | Инд        | Эст        | МС         | Спр      | Пр       | Эст      | Спр    | МС     | Сусм   | См     | Спр       | Пр        | Эст       | См               | Спр              | Пр               | Инд              | Эст              | МС               | Спр            | Пр             | МС             |
| 358             | 27              | 21        | —         | 6         | 49        | 14        | 66         | —          | 3          | 33      | 10      | 21      | 29         | 13         | 6          | 48         | —          | 16         | 10       | DNF      | 5        | 7      | 18     | —      | —      | 38        | 35        | 2         | —                | 53               | 40               | 10               | 9                | —                | 70             | —              | отм            |

| 2014/15 Итоги | 2014/15 Итоги | Эстерсунд | Эстерсунд | Эстерсунд | Эстерсунд | Хохфильцен | Хохфильцен | Хохфильцен | Поклюка | Поклюка | Поклюка | Оберхоф | Оберхоф | Оберхоф | Рупольдинг | Рупольдинг | Рупольдинг | Антхольц | Антхольц | Антхольц | Нове Место | Нове Место | Нове Место | Нове Место | Хольменколлен | Хольменколлен | Хольменколлен | ЧМ Контиолахти | ЧМ Контиолахти | ЧМ Контиолахти | ЧМ Контиолахти | ЧМ Контиолахти | ЧМ Контиолахти | Ханты-Мансийск | Ханты-Мансийск | Ханты-Мансийск |
| Очков         | Место         | См        | Инд       | Спр       | Пр        | Спр        | Эст        | Пр         | Спр     | Пр      | МС      | Эст     | Спр     | МС      | Эст        | Спр        | МС         | Спр      | Пр       | Эст      | Сусм       | См         | Спр        | Пр         | Инд           | Спр           | Эст           | См             | Спр            | Пр             | Инд            | Эст            | МС             | Спр            | Пр             | МС             |
| 588           | 11            | 1         | 9         | 23        | 34        | 29         | 2          | 26         | 41      | 20      | —       | 3       | 19      | 16      | 4          | 22         | 17         | 18       | 8        | 3        | —          | 4          | 23         | 13         | 16            | 32            | 6             | —              | 4              | 10             | 4              | 3              | 9              | 8              | =11            | 4              |

| 2013/14 Итоги | 2013/14 Итоги | Эстерсунд | Эстерсунд | Эстерсунд | Эстерсунд | Хохфильцен | Хохфильцен | Хохфильцен | Анси | Анси | Анси | Оберхоф | Оберхоф | Оберхоф | Рупольдинг | Рупольдинг | Рупольдинг | Антхольц | Антхольц | Антхольц | ОИ Сочи | ОИ Сочи | ОИ Сочи | ОИ Сочи | ОИ Сочи | ОИ Сочи | Поклюка | Поклюка | Поклюка | Контиолахти | Контиолахти | Контиолахти | Хольменколлен | Хольменколлен | Хольменколлен |
| Очков         | Место         | СМ        | Инд       | Спр       | Пр        | Спр        | Эст        | Пр         | Эст  | Спр  | Пр   | Спр     | Пр      | МС      | Эст        | Инд        | Пр         | Спр      | Пр       | Эст      | Спр     | Пр      | Инд     | МС      | СМ      | Эст     | Спр     | Пр      | МС      | Спр         | Спр         | Пр          | Спр           | Пр            | МС            |
| 197           | 38            | —         | 12        | 34        | отм       | 81         | —          | —          | —    | 66   | —    | 31      | 20      | —       | 9          | 6          | 5          | 15       | 10       | 1        | 36      | 18      | 13      | DNF     | —       | —       | 48      | 42      | —       | DNS         | DNF         | —           | —             | —             | —             |

| 2012/13 Итоги | 2012/13 Итоги | Эстерсунд | Эстерсунд | Эстерсунд | Эстерсунд | Хохфильцен | Хохфильцен | Хохфильцен | Поклюка | Поклюка | Поклюка | Оберхоф | Оберхоф | Оберхоф | Рупольдинг | Рупольдинг | Рупольдинг | Антхольц | Антхольц | Антхольц | ЧМ Нове-Место | ЧМ Нове-Место | ЧМ Нове-Место | ЧМ Нове-Место | ЧМ Нове-Место | ЧМ Нове-Место | Хольменколлен | Хольменколлен | Хольменколлен | Сочи | Сочи | Сочи | Ханты-Мансийск | Ханты-Мансийск | Ханты-Мансийск |
| Очков         | Место         | См        | Инд       | Спр       | Пр        | Спр        | Пр         | Эст        | Спр     | Пр      | МС      | Эст     | Спр     | Пр      | Эст        | Спр        | МС         | Спр      | Пр       | Эст      | См            | Спр           | Пр            | Инд           | Эст           | МС            | Спр           | Пр            | МС            | Инд  | Спр  | Эст  | Спр            | Пр             | МС             |
| 363           | 27            | —         | —         | —         | —         | —          | —          | —          | —       | —       | —       | 13      | 29      | 16      | 1          | 41         | —          | 98       | —        | 1        | —             | 33            | 22            | 6             | 2             | 9             | 6             | 9             | 20            | DNF  | 9    | 5    | 21             | 2              | 6              |

| 2011/12 Итоги | 2011/12 Итоги | Эстерсунд | Эстерсунд | Эстерсунд | Хохфильцен | Хохфильцен | Хохфильцен | Хохфильцен | Хохфильцен | Хохфильцен | Оберхоф | Оберхоф | Оберхоф | Нове-Место | Нове-Место | Нове-Место | Антхольц | Антхольц | Антхольц | Хольменколлен | Хольменколлен | Хольменколлен | Контиолахти | Контиолахти | Контиолахти | ЧМ Рупольдинг | ЧМ Рупольдинг | ЧМ Рупольдинг | ЧМ Рупольдинг | ЧМ Рупольдинг | ЧМ Рупольдинг | Ханты-Мансийск | Ханты-Мансийск | Ханты-Мансийск |
| Очков         | Место         | Инд       | Спр       | Пр        | Спр        | Пр         | Эст        | Спр        | Пр         | См         | Эст     | Спр     | МС      | Инд        | Спр        | Пр         | Спр      | МС       | Эст      | Спр           | Пр            | МС            | См          | Спр         | Пр          | См            | Спр           | Пр            | Инд           | Эст           | МС            | Спр            | Пр             | МС             |
| 716           | 5             | 12        | 58        | 28        | 25         | 34         | 3          | 6          | 3          | 3          | 7       | 2       | 2       | 4          | 2          | 4          | 20       | 12       | 1        | 44            | 17            | 18            | —           | 31          | 10          | 11            | 5             | 6             | 2             | 2             | 5             | 72             | —              | 26             |

| 2010/11 Итоги | 2010/11 Итоги | Эстерсунд | Эстерсунд | Эстерсунд | Хохфильцен | Хохфильцен | Хохфильцен | Поклюка | Поклюка | Поклюка | Оберхоф | Оберхоф | Оберхоф | Рупольдинг | Рупольдинг | Рупольдинг | Антхольц | Антхольц | Антхольц | Преск-Айл | Преск-Айл | Преск-Айл | Форт-Кент | Форт-Кент | Форт-Кент | ЧМ Ханты-Мансийск | ЧМ Ханты-Мансийск | ЧМ Ханты-Мансийск | ЧМ Ханты-Мансийск | ЧМ Ханты-Мансийск | ЧМ Ханты-Мансийск | Хольменколлен | Хольменколлен | Хольменколлен |
| Очков         | Место         | Инд       | Спр       | Пр        | Спр        | Пр         | Эст        | Инд     | Спр     | См      | Эст     | Спр     | МС      | Инд        | Спр        | Пр         | Спр      | МС       | Эст      | Спр       | См        | Пр        | Спр       | Пр        | МС        | См                | Спр               | Пр                | Инд               | Эст               | МС                | Спр           | Пр            | МС            |
| 292           | 30            | 20        | 50        | DNS       | 63         | —          | —          | —       | —       | —       | 6       | 41      | —       | 4          | 15         | 8          | 33       | —        | —        | 29        | —         | 12        | 37        | DNS       | —         | —                 | 13                | 6                 | 38                | 12                | 14                | 52            | 19            | —             |

| 2009/10 Итоги | 2009/10 Итоги | Эстерсунд | Эстерсунд | Эстерсунд | Хохфильцен | Хохфильцен | Хохфильцен | Поклюка | Поклюка | Поклюка | Оберхоф | Оберхоф | Оберхоф | Рупольдинг | Рупольдинг | Рупольдинг | Антхольц | Антхольц | Антхольц | ОИ Ванкувер | ОИ Ванкувер | ОИ Ванкувер | ОИ Ванкувер | ОИ Ванкувер | Контиолахти | Контиолахти | Контиолахти | Хольменколлен | Хольменколлен | Хольменколлен | Ханты-Мансийск | Ханты-Мансийск | Ханты-Мансийск |
| Очков         | Место         | Инд       | Спр       | Эст       | Спр        | Пр         | Эст        | Инд     | Спр     | Пр      | Эст     | Спр     | МС      | Спр        | МС         | Эст        | Инд      | Спр      | Пр       | Спр         | Пр          | Инд         | МС          | Эст         | См          | Спр         | Пр          | Спр           | Пр            | МС            | Спр            | МС             | См             |
| 655           | 7             | 16        | 9         | 1         | 10         | 8          | 4          | 2       | 6       | 9       | 2       | 22      | 7       | 5          | 14         | —          | —        | 14       | 8        | 70          | —           | 39          | 13          | 6           | 7           | 29          | 19          | 9             | 8             | 5             | =16            | 5              | 5              |

| 2008/09 Итоги | 2008/09 Итоги | Эстерсунд | Эстерсунд | Эстерсунд | Хохфильцен | Хохфильцен | Хохфильцен | Хохфильцен | Хохфильцен | Хохфильцен | Оберхоф | Оберхоф | Оберхоф | Рупольдинг | Рупольдинг | Рупольдинг | Антхольц | Антхольц | Антхольц | ЧМ Пхёнчхан | ЧМ Пхёнчхан | ЧМ Пхёнчхан | ЧМ Пхёнчхан | ЧМ Пхёнчхан | ЧМ Пхёнчхан | Уистлер | Уистлер | Уистлер | Тронхейм | Тронхейм | Тронхейм | Ханты-Мансийск | Ханты-Мансийск | Ханты-Мансийск |
| Очков         | Место         | Инд       | Спр       | Пр        | Спр        | Пр         | Эст        | Инд        | Спр        | Эст        | Эст     | Спр     | МС      | Эст        | Спр        | Пр         | Спр      | Пр       | МС       | Спр         | Пр          | Инд         | См          | МС          | Эст         | Инд     | Спр     | Эст     | Спр      | Пр       | МС       | Спр            | Пр             | МС             |
| 536           | 15            | 54        | 3         | 5         | 30         | 52         | 11         | —          | 8          | 3          | 4       | 47      | 12      | 6          | 26         | 12         | 27       | 19       | 12       | 6           | 10          | 4           | 1           | 9           | 4           | 37      | 4       | 2       | 57       | DNS      | 26       | 57             | 20             | 6              |

| 2007/08 Итоги | 2007/08 Итоги | Контиолахти | Контиолахти | Контиолахти | Хохфильцен | Хохфильцен | Хохфильцен | Поклюка | Поклюка | Поклюка | Оберхоф | Оберхоф | Оберхоф | Рупольдинг | Рупольдинг | Рупольдинг | Антхольц | Антхольц | Антхольц | ЧМ Эстерсунд | ЧМ Эстерсунд | ЧМ Эстерсунд | ЧМ Эстерсунд | ЧМ Эстерсунд | ЧМ Эстерсунд | Пхёнчхан | Пхёнчхан | Пхёнчхан | Ханты-Мансийск | Ханты-Мансийск | Ханты-Мансийск | Холменколлен | Холменколлен | Холменколлен |
| Очков         | Место         | Инд         | Спр         | Пр          | Спр        | Пр         | Эст        | Инд     | Спр     | Эст     | Эст     | Спр     | МС      | Эст        | Спр        | Пр         | Спр      | Пр       | МС       | Спр          | Пр           | См           | Инд          | Эст          | МС           | Спр      | Пр       | См       | Спр            | Пр             | МС             | Спр          | Пр           | МС           |
| 350           | 17            | =14         | 46          | 44          | 43         | 11         | 4          | 29      | 4       | 7       | —       | 28      | 9       | 7          | 54         | 43         | 7        | 5        | 13       | 20           | 6            | —            | 4            | 5            | 27           | 49       | LAP      | 3        | 18             | 15             | DNF            | =55          | 19           | 15           |

| 2006/07 Итоги | 2006/07 Итоги | Эстерсунд | Эстерсунд | Эстерсунд | Хохфильцен | Хохфильцен | Хохфильцен | Хохфильцен | Хохфильцен | Хохфильцен | Оберхоф | Оберхоф | Оберхоф | Рупольдинг | Рупольдинг | Рупольдинг | Поклюка | Поклюка | Поклюка | ЧМ Антхольц | ЧМ Антхольц | ЧМ Антхольц | ЧМ Антхольц | ЧМ Антхольц | ЧМ Антхольц | Лахти | Лахти | Лахти | Холменколлен | Холменколлен | Холменколлен | Ханты-Мансийск | Ханты-Мансийск | Ханты-Мансийск |
| Очков         | Место         | Инд       | Спр       | Пр        | Спр        | Пр         | Эст        | Спр        | Спр        | Эст        | Эст     | Спр     | Пр      | Эст        | Спр        | МС         | Спр     | Пр      | МС      | Спр         | Пр          | Инд         | См          | Эст         | МС          | Инд   | Спр   | Пр    | Инд          | Пр           | МС           | Спр            | Пр             | МС             |
| 273           | 23            | 67        | 19        | 17        | 22         | 48         | —          | 67         | 22         | 6          | 11      | 20      | 16      | 6          | 14         | 27         | 57      | 28      | 25      | 37          | 25          | 8           | —           | 10          | 8           | 2     | 26    | 10    | 31           | 13           | DNF          | 77             | —              | 22             |

| 2005/06 Итоги | 2005/06 Итоги | Эстерсунд | Эстерсунд | Эстерсунд | Хохфильцен | Хохфильцен | Хохфильцен | Осрблье | Осрблье | Осрблье | Оберхоф | Оберхоф | Оберхоф | Рупольдинг | Рупольдинг | Рупольдинг | Антхольц | Антхольц | Антхольц | ОИ Турин | ОИ Турин | ОИ Турин | ОИ Турин | ОИ Турин | Поклюка | Поклюка | Поклюка | Контиолахти | Контиолахти | Контиолахти | Холменколлен | Холменколлен | Холменколлен |
| Очков         | Место         | Спр       | Пр        | Эст       | Инд        | Спр        | Эст        | Инд     | Спр     | Пр      | Эст     | Спр     | МС      | Эст        | Спр        | Пр         | Спр      | Пр       | МС       | Инд      | Спр      | Пр       | Эст      | МС       | Спр     | Пр      | См      | Спр         | Пр          | МС          | Спр          | Пр           | МС           |
| 73            | 49            | —         | —         | —         | —          | 50         | —          | 51      | 17      | 11      | 7       | 49      | —       | —          | 52         | 45         | 23       | 20       | 24       | 31       | —        | —        | —        | —        | 23      | 30      | 11      | =78         | —           | —           | 60           | 39           | —            |

| 2004/05 Итоги | 2004/05 Итоги | Бейтостолен | Бейтостолен | Бейтостолен | Холменколлен | Холменколлен | Холменколлен | Эстерсунд | Эстерсунд | Эстерсунд | Оберхоф | Оберхоф | Оберхоф | Рупольдинг | Рупольдинг | Рупольдинг | Антхольц | Антхольц | Антхольц | Чезана Сан-Сикарио | Чезана Сан-Сикарио | Чезана Сан-Сикарио | Поклюка | Поклюка | Поклюка | ЧМ Хохфильцен | ЧМ Хохфильцен | ЧМ Хохфильцен | ЧМ Хохфильцен | ЧМ Хохфильцен | Ханты-Мансийск | Ханты-Мансийск | Ханты-Мансийск | Ханты-Мансийск |
| Очков         | Место         | Спр         | Пр          | Эст         | Инд          | Спр          | Пр           | Спр       | Пр        | МС        | Эст     | Спр     | Пр      | Эст        | Спр        | Пр         | Инд      | Спр      | Пр       | Инд                | Спр                | Эст                | Спр     | Пр      | МС      | Спр           | Пр            | Инд           | Эст           | МС            | Спр            | Пр             | МС             | См             |
| 0             | —             | —           | —           | —           | —            | —            | —            | —         | —         | —         | —       | —       | —       | —          | —          | —          | —        | —        | —        | DNS                | 59                 | 4                  | —       | —       | —       | —             | —             | —             | —             | —             | —              | —              | —              | —              |

| 2003/04 Итоги | 2003/04 Итоги | Контиолахти | Контиолахти | Контиолахти | Хохфильцен | Хохфильцен | Хохфильцен | Осрблье | Осрблье | Осрблье | Поклюка | Поклюка | Поклюка | Рупольдинг | Рупольдинг | Рупольдинг | Антхольц | Антхольц | Антхольц | ЧМ Оберхоф | ЧМ Оберхоф | ЧМ Оберхоф | ЧМ Оберхоф | ЧМ Оберхоф | Лэйк-Плэсид | Лэйк-Плэсид | Форт-Кент | Форт-Кент | Форт-Кент | Холменколлен | Холменколлен |
| Очков         | Место         | Спр         | Эст         | Пр          | Спр        | Эст        | Пр         | Инд     | Спр     | Пр      | Спр     | Пр      | МС      | Эст        | Спр        | Пр         | Инд      | Спр      | МС       | Спр        | Пр         | Инд        | Эст        | МС         | Спр         | Пр          | Спр       | Пр        | МС        | Спр          | Пр           |
| 4             | 79            | —           | —           | —           | —          | —          | —          | —       | —       | —       | —       | —       | —       | —          | —          | —          | —        | —        | —        | —          | —          | —          | —          | —          | —           | —           | —         | —         | —         | 54           | 27           |